# 枚方市立山田中学校
枚方市立山田中学校（ひらかたしりつやまだちゅうがっこう）は、大阪府枚方市交北二丁目にある公立中学校。1982年に枚方市立招提中学校・枚方市立中宮中学校から分離開校した。同年に開校した中学校には枚方市立桜丘中学校があり、枚方市内ではやや新しい中学校である。
枚方市の中央部に位置し、学校周辺は農地と住宅地が密集しており、近所には田ノ口団地・交北公園がある。校区内に国道1号が通っており、それに沿って商店等が発展している。現在、陸上部は地域で優秀な成績を誇っている。

## 沿革
- 1982年 - 枚方市立招提中学校・枚方市立中宮中学校から分離開校。

## 通学区域
- 枚方市立交北小学校と枚方市立山田東小学校の通学区域全域。
- 枚方市立山田小学校の通学区域の大半。

## 交通
- 京阪バス 田ノ口バス停 北へ約700m。
- 京阪本線 牧野駅 南東へ約2.6km。